# غوسطا
غوسطا هي قرية لبنانية من قرى قضاء كسروان في محافظة جبل لبنان. وأغلب سكانها من المسيحيين المارونيين

## أعلام
- يوسف ضرغام الخازن
- يوحنا بطرس الحلو
- داود قرم
- يوسف اسطفان
- طوبيا الخازن